# Сражение при Оккьобелло
Сражение при Оккьобелло (ит. Battaglia di Occhiobello) произошло 8–9 апреля 1815 года и стала поворотным моментом в Неаполитанской войне 1815 года. Армия Иоахима Мюрата, короля Неаполя, была отброшена австрийскими войсками под командованием Иоганна Фримонта при попытке пересечь мост через реку По в Оккьобелло.
В марте 1815 года, услышав известие о том, что Наполеон бежал из ссылки на Эльбе и высадился во Франции, Иоахим Мюрат, король Неаполя, объявил войну Австрии и к началу апреля достиг границы по реке По. По поступавшим к нему сообщениям, за границей, в Ломбардии, находилось около 40 000 ветеранов наполеоновских войн, которые ждали, чтобы присоединиться к армии Мюрата, как только он прибудет в Милан.
Однако австрийцы к этому времени сконцентрировали войска в северной Италии. Первоначально предназначенные для вторжения в южную Францию после возвращения Наполеона из изгнания, австрийские войска теперь двинулись на юг, чтобы противостоять угрозе, которую теперь представлял Мюрат. Понимая опасность итальянского восстания, если Мюрат прибудет в Милан, Иоганн Фримон перенес свою штаб-квартиру в Пьяченцу, чтобы заблокировать прямой путь Мюрата в Милан. Количество австрийцев на границе и доступных для войны увеличилось почти до 50 000 человек, что значительно превышало численность неаполитанцев. Когда его первоначальный маршрут был заблокирован, Мюрат двинул войска на восток, в Феррару, и 8 апреля предпринял попытку переправиться через По с основной частью своей армии у города Оккьобелло, в нескольких милях к северо-западу от Феррары.
Мост в Оккьобелло лишь слегка защищался небольшим отрядом австрийцев под командованием Иоганна Фридриха фон Мора. Мюрат, перебросив большую часть неаполитанской артиллерии на осаду Феррары вместе со значительной частью армии, двинулся на Оккьобелло с примерно 25 000 пехотинцев и кавалеристов.
Австрийцы, рассредоточив свои силы вдоль своей границы, сосредоточили свои орудия на выгодных позициях вокруг мостов через реку По. Когда 8 апреля Мюрат, наконец, предпринял свою первую попытку пересечь мост в Оккьобелло, упорная оборона превосходящей по численности пехоты Мора в сочетании с разрушительным артиллерийским огнем отбросили неаполитанскую атаку. После того, как австрийцы отбили последовательные атаки, в том числе одну, совершенной целым драгунским полком, боевой дух неаполитанцев постепенно упал, и атаки прекратились.
На следующий день Мюрат снова попытался форсировать переправу, но к тому времени Фримон усилил войска Мора примерно до 10 000 человек. С другой стороны, неаполитанские войска сократились из-за дезертирства большого числа офицеров и солдат. К концу второго дня Мюрат был вынужден отступить от Оккьобелло и занять новую оборонительную позицию, готовясь к неизбежной контратаке австрийцев. Также стало известно, что Великобритания объявила войну Мюрату и отправляет флот канонерских лодок в Адриатическое море.
За два дня боев неаполитанцы потеряли более 2000 человек и несколько тысяч дезертировавшими. Австрийцы потеряли всего 400 человек и создали плацдарм вокруг Оккьобелло, откуда они могли атаковать Карпи и Касалью. Поскольку боевой дух неаполитанской армии был сломлен, а ветераны в Ломбардии не могли присоединиться к его делу, Мюрат к концу апреля был вынужден вернуться в свою первоначальную штаб-квартиру в Анконе.